# Keimzelltumor
Als Keimzelltumor, auch germinale (von lat. germen ‚Keim‘) Tumoren genannt, werden verschiedene von den Keimzellen ausgehende Tumoren bezeichnet. Bei dieser Tumorform ist für die Dignität entscheidend, ob sie bei Männern oder Frauen auftritt. Keimzelltumoren bei Frauen sind in der Regel gutartig, bei Männern kommen sowohl gutartige als auch häufiger bösartige Formen vor. Abzugrenzen von den Keimzelltumoren sind die Keimstrang- bzw. Stromazelltumoren, auch nicht-germinale Tumoren genannt, und die Mischtumoren.

## Pathologie
Da bei den Keimzelltumoren die Prognose hinsichtlich des Geschlechts unterscheidet, wird die Pathologie der Keimzelltumoren im Folgenden gesondert nach Geschlecht behandelt.

## Pathologie der Keimzelltumoren bei der Frau

### Teratom
Bei 95 Prozent dieser Keimzelltumoren bei Frauen handelt es sich um gutartige, differenzierte Teratome. Insgesamt machen diese Tumoren 20 Prozent aller Eierstocktumoren aus. Meist wird von diesen Tumoren nur ein Eierstock befallen, in 20 Prozent der Fälle können beide Eierstöcke befallen sein. Diese Tumoren treten meist zwischen dem zweiten und sechsten Lebensjahrzehnt auf.
Da Teratome oft aus Zellen aller drei Keimblätter bestehen, enthalten die Tumorzysten in Abhängigkeit vom Differenzierungsgrad der Zellen unter Umständen Talg, seröse Flüssigkeiten, Haare, Zähne, Fettgewebe und Muskulatur. Seltener sind Knochen-, Knorpel-, Nerven- oder Schleimhautgewebe.
Darüber hinaus können auch monodermale Teratome vorkommen, die nur aus einer Gewebeart bestehen:
- Epidermoidzyste, reine Epidermisauskleidung ohne Hautanhangsgebilde wie beispielsweise Haare oder Drüsen
- Struma ovarii, ausschließlich oder überwiegend aus Schilddrüsengewebe bestehend; Die Struma ovarii ist die häufigste Form der monodermalen Teratome. Selten ist sie mit Schilddrüsenüberfunktion oder mit Aszites verknüpft. Nur etwa fünf bis zehn Prozent entsprechen histologisch einem papillären Schilddrüsenkarzinom, wobei noch seltener Fernmetastasen zu beobachten sind.
- Karzinoid, ausgehend von gastrointestinalem oder respiratorischem Gewebe

Die Prognose der weiblichen Teratome ist gut. Die häufigsten Probleme kommen vor bei einer Verdrehung der Tumoren. Sehr selten ist die maligne Entartung der Teratome, die fast immer in der Menopause stattfindet.
Das maligne Teratom kommt fast nur bei Mädchen und jungen Frauen vor. Diese Tumoren sind meist sehr groß und zeichnen sich durch ein schnelles Wachstum und frühe Metastasierung aus. Sie sprechen sehr schlecht auf Bestrahlung und Chemotherapie an. Im Labor finden sich häufig erhöhte Werte des Alphafetoproteins.

### Dottersacktumor
Dieser Tumor zeichnet sich dadurch aus, dass das Tumorgewebe der frühen Embryogenese, vor allem dem Dottersack, ähnelt. Mikroskopisch sind die Tumorzellen meist undifferenziert und weisen eine große Variationsbreite auf. Es können kugelförmige Anordnungen vorkommen, die dann als Schiller-Duval-Körperchen bezeichnet werden. Es handelt sich hierbei um kleine Gefäße mit einer hyalinen Wandstruktur, die ringförmig von Tumorzellen umgeben sind.
Dieser Tumor befällt häufig Patientinnen, die jünger als 20 Jahre sind.
Die Prognose ist ungünstig, die 5-Jahres-Überlebensrate beträgt trotz Polychemotherapie bei diesem Tumor knapp über 50 Prozent. Mit dem Tumormarker AFP kann der Therapieerfolg überprüft und die Nachbeobachtung gesteuert werden.

### Dysgerminom
Das Dysgerminom leitet sich aus den pluripotenten undifferenzierten Keimzellen ab. Er tritt meist zwischen der zweiten bis dritten Dekade auf, das durchschnittliche Erkrankungsalter liegt bei 20 Jahren.
Der Tumoraufbau ist sehr variabel und entspricht mikroskopisch etwa dem des Seminom des Mannes. Er ist das häufigste Malignom der Genitale bei Kindern, Adoleszenten und Schwangeren und imponiert als fast immer solider, multinodaler Tumor.
Dieser Tumor metastasiert lymphogen und ist strahlensensibel. Daher wird die gute Prognose dieses Tumors (5-Jahres-Überlebensrate von 70–75 %) durch eventuelle gleichzeitige Auftreten anderer Keimzelltumoren bestimmt.
Mit den Tumormarkern PLAP, LDH und CA-125 können der Therapieerfolg überprüft und die Nachbeobachtung gesteuert werden.

### Chorionkarzinom
Dieser Tumor ist bei Frauen selten und entspricht mikroskopisch dem Chorionkarzinom der Plazenta. Allerdings ist die Heilungsrate des ovariellen Chorionkarzinom äußerst schlecht.

## Pathologie der Keimzelltumoren beim Mann

### Pathogenese
Durch die DNA-zytometrischen Untersuchungen wird heute angenommen, dass alle Keimzelltumoren des Mannes bis auf wenige Ausnahmen von einem Seminom ausgehen. Die Entartung geschieht in folgenden Schritten: es kommt zuerst zu einer intrazellulären Zunahme der DNA in den entsprechenden Gameten, die dann tetraploid sind. Die weitere Tumorprogression geht mit einem DNA-Verlust einher, die entstehenden Seminomzellen sind dann aneuploid. In den weiteren Schritten kommt es zu fortschreitendem DNA-Verlust und es entstehen aggressivere Tumorarten, wie das embryonale Karzinom, die sich auch in einem jüngeren Lebensalter manifestieren. Aufgrund der unterschiedlichen Behandlungsstrategien werden die Hodentumoren in Seminome und Nichtseminome eingeteilt.

### Seminom
Das Seminom ist der häufigste Hodentumor.

### Embryonales Karzinom
Dies ist ein hochmaligner Tumor, der aus Zellen mit einem epithelialen Charakter aufgebaut ist. Am häufigsten tritt dieser Tumor zwischen dem 20. bis 30. Lebensjahr auf. Makroskopisch zeigt die Schnittfläche Nekrosen, Blutungen und Zysten. Im Mikroskop zeigt sich ein gemischtes Bild aus soliden Arealen und Hohlräumen, es können Riesenzellen vorkommen.

### Dottersacktumor
Dieser Tumor, auch infantiles embryonales Karzinom oder Orchioblastom genannt, ist der häufigste Hodentumor bei Kindern unter drei Jahren, während sein Vorkommen bei Erwachsenen sehr selten ist.

### Chorionkarzinom
Die Zellen dieses Tumors ahmen Zellen der Plazenta nach. Er tritt normalerweise zwischen dem zehnten bis 20. Lebensjahr auf. Dieser Tumor kann vereinzelt auch außerhalb des Hoden vorkommen, wie zum Beispiel in der Harnblase oder der Epiphyse. Das Chorionkarzinom lässt sich durch eine starke Erhöhung des hCG-Spiegels bestimmen. In zehn Prozent der Fälle besteht eine Gynäkomastie, die Metastasen dieses Tumors werden hauptsächlich durch die Blutbahn gestreut, was früh geschieht.

### Teratom
Es werden je nach Differenzierung des Gewebes reife und unreife Teratome unterschieden. Reife Teratome sind bei Kindern in der Regel benigne, während bei Erwachsenen reife Teratome metastasieren können.

## Behandlung

### Nichtseminom
Die Behandlung richtet sich nach den entsprechenden Stadien des Tumors und danach, ob der Tumor bereits metastasiert ist. Im frühen Stadium gibt es mehrere Möglichkeiten, die in rund 99 Prozent der Fälle zu einer Heilung führen. Das Fehlen einer Invasion der Gefäße durch den Tumor ist günstig.
- Primär operatives Vorgehen durch Entfernung der retroperitonealen Lymphknoten; Vorteil: Operative Sicherung des Tumorstadiums, nur rund zwei Prozent Rezidive im Retroperitoneum. Die meisten Patienten benötigen keine Chemotherapie, die Nachsorge gestaltet sich einfacher. Der Nachteil sind unnötige Operationen, es kann neben anderen Komplikationen ein Ejakulationsverlust auftreten. Lungenmetastasen werden nicht vermindert.
- Risikoadaptiertes Vorgehen mit engmaschiger Überwachung bei niedrigem Risiko und Chemotherapie bei Nachweis einer vaskulären Invasion im Primärtumor. Der Nachteil bei der abwartenden Haltung ist, dass insgesamt mehr Chemotherapien nötig sind als bei primärer Operation. Es kommt zu einer vorübergehenden Einschränkung der Fruchtbarkeit für ca. drei Jahre.
- Primäre Chemotherapie und Operation, wenn Lymphknoten nach der Chemotherapie noch vergrößert sind.

In fortgeschritteneren Stadien richtet sich die Therapie nach der Menge der Tumormarker im Blut, der Größe des Tumors und dem lokalen Befall. Sie beginnt in der Regel mit einer Chemotherapie, bei sehr fortgeschrittenen Tumoren auch mit einer Hochdosis-Chemotherapie. Zu beachten ist, dass die Primärchemotherapie außerhalb von klinischen Studien bei allen Nichtseminomen und Fehlen von Kontraindikationen Cisplatin enthalten sein sollte.